# Wente (Einheit)
Die Wente war ein Flächenmaß im Großherzogtum Oldenburg. Das Maß richtete sich nach der Aussaatmenge von Getreide. 
- 1 Wente = 9 Scheffel Hafersaat, etwa 55 Ar
- 1 Morgen (Oldenburg) = 6 Hunte = 18 Scheffel = 356 Quadratruten (alt)[1]

Die Maßkette war 
- 1 Morgen (Oldenburg) =  2 2/9 Wente = 6 Hunte = 350 Quadratruten (alt) = 122,56 Ar[2] (= 122,5714 Ar[3])